# Hans Peter Motzfeldt Kyed
Hans-Peter Motzfeldt Kyed (* 16. April 1975 in Qassimiut) ist ein ehemaliger grönländischer Handballspieler. Er war langjähriger Kapitän der grönländischen Handballnationalmannschaft.

## Familie
Hans-Peter Motzfeldt Kyed ist der Sohn des dänischen Schulinspektors Arne Sidenius Kyed (* 1939) und der grönländischen Dompröpstin Jakobine Kyed geb. Motzfeldt (1948–2010). Seine Mutter war die jüngere Schwester des ehemaligen Premierministers Jonathan Motzfeldt (1938–2010). Er war fünf Jahre lang mit der grönländischen Sängerin Julie Berthelsen liiert.

## Karriere
Hans-Peter Motzfeldt Kyed erlernte bei K-33 Qaqortoq das Handballspiel. Seine professionelle Karriere begann beim isländischen Klub FH Hafnarfjörður. Ab dem Sommer 1995 spielte er für insgesamt sechs Spielzeiten beim österreichischen Verein A1 Bregenz, mit dem er 2000 den österreichischen Pokal sowie 2001 die Meisterschaft gewann. 2001 schloss sich der Grönländer dem dänischen Erstligisten Frederiksberg IF an, mit dem er am EHF Challenge Cup teilnahm. 2002 wechselte er nach Deutschland in die 2. Handball-Bundesliga zum TV Gelnhausen. Nach zwei Jahren in Gelnhausen zog Hans-Peter Motzfeldt Kyed 2004 nach Dänemark, um als Pädagoge in einem Naturkindergarten zu arbeiten. Parallel spielte er in Schweden beim IFK Trelleborg Handboll in der höchsten schwedischen Liga. Ab 2007 stand er beim dänischen Verein AG Håndbold unter Vertrag. Diesen Verein verließ er im Sommer 2010. Anschließend nahm er Abschied vom Profi-Handball und spielte für Greve Håndbold in der vierten dänischen Liga (3. division).
Hans-Peter Motzfeldt Kyed war einer von nur zwei professionellen Handballspielern im Aufgebot Grönlands für die Handballweltmeisterschaft 2007 und galt als Spielmacher Grönlands.

## Erfolge
- Österreichischer Meister 2001
- Österreichischer Pokal 2000
- 3. Platz Panamerikameisterschaft 2002, 2006